# Psofída (Achaïe)
Psofída (grec moderne : Ψωφίδα) est une localité située dans le dème de Kalávryta, dans le district régional d'Achaïe, dans la périphérie de Grèce-Occidentale, en Grèce.
Selon le recensement de 2021, elle compte 46 habitants.